# Beaussais-Vitré
Beaussais-Vitré é uma comuna francesa na região administrativa da Nova Aquitânia, no departamento de Deux-Sèvres. Estende-se por uma área de 25.62 km². Em 2010 a comuna tinha 1 031 habitantes (densidade: 40,2 hab./km²).
Foi criada em 1 de janeiro de 2013, a partir da fusão das antigas comunas de Beaussais e Vitré.